# Léon Zienkowicz
Léon Zienkowicz, né en 1808 à Noskré, et mort le 12 décembre 1870 dans le 14e arrondissement de Paris, est un écrivain polonais..

## Biographie
Marié à Anne Librowska, il meurt chez lui, Rue Delambre à Paris à l'âge de 62 ans.

## Activité politique
Zienkowicz a émigré en France après l'Insurrection de novembre 1830. En 1833, il revient en Galicie où il est fait prisonnier par les Autrichiens. Il est membre, en 1846-1847 et après 1852, de la Centralisation, dont il représente l'aile anti-russe et nationaliste. À Paris, il est considéré par ses pairs comme un des plus compétents historiens de la pensée politique de la Grande Émigration.

## Publications
- Maurycy Gosławski (1859)
- Szymon Konarski (1859)
- Wieczory Lacha z Lachów (1864)
- La Démocratie polonaise à l'Europe (1847)
- Les costumes du peuple polonais, suivis d'une description exacte de ses mœurs, de ses usages et de ses habitudes (1838)[5].